# Burning
"Burning" – drugi singel z pierwszej anglojęzycznej płyty Garou Piece of My Soul.
Utwór jest singlem radiowym. Nie został wydany w formacie CD. Oryginalnym wykonawcą piosenki była grupa Cue.